# Du Bois (geslacht)

Familiewapen van Du Bois

Du Bois (ook: Du Bois de Ferrières) is een Nederlands geslacht, waarvan leden sinds 1820 behoorden tot de Nederlandse adel en dat in 1908 uitstierf.

## Geschiedenis
De stamreeks begint met Joannes de Boy; een zoon van hem werd in 1659 gedoopt in Maastricht. Een nazaat, generaal-majoor du Bois werd bij decreet van keizer Napoleon van Frankrijk verheven tot baron de l'Empire.
Bij KB van 24 maart 1842 werd diezelfde generaal-majoor Carolus Maria Josephus du Bois verheven in de Nederlandse adel met de titel van baron bij eerstgeboorte. Diens zoon verkreeg naamswijziging tot Du Bois de Ferrières; met de zoon van de laatste stierf het geslacht uit.

## Telgen
Joannes Christianus du Bois (1692-1765), kunstschilder, schepen van Sint-Pieter (Maastricht)
- dr. Franciscus Reinierus du Bois (1735-1809), geneesheer te Harderwijk
  - Carolus Maria Josephus du Bois (1772-1829), generaal-majoor
    - Franciscus Henricus Augustus Josephus baron du Bois de Ferrières (1798-1867), 2e luitenant der lanciers
      - Charles Conrad Adolphe baron du Bois de Ferrières (1823-1908), burgemeester van Cheltenham (Gloucestershire), stichter van het museum te Cheltenham, lid House of Commons, laatste van het adellijke geslacht Du Bois
      - jkvr. Francisca Amelia Augusta du Bois de Ferrières (1824-1855); trouwde in 1842 met rev. John Bright (1811-1863)

    - jkvr. Amalia Francisca Philippina Elisbath du Bois (1803-1891); trouwde in 1829 met Emilius Josephus Frison (1803-1880), luitenant-generaal, adjudant van koning Leopold II van België